# Далтон Тагелагі
Далтон Емані Тагелагі (нар. 5 червня 1968 року) — ніуеський політик та з червня 2020 року прем'єр Ніуе. Обраний прем'єром законодавчими зборами Ніуе 11 червня 2020, отримавши 13 голосів проти 7 у О'Лави Джакобсен.
Тагелагі є сином Сема Пата Емані Тагелагі, який займав пост спікера законодавчих зборів Ніуе з 1976 по 1993. Грав у боулз за Ніуе на іграх співдружності 2014 у Глазго та іграх співдружності 2018 у Голд-Кост.

## Політична кар'єра
Тагелагі було вперше обрано до законодавчих зборів Ніуе на загальних виборах 2008 року. Після загальних виборів у 2014 його було призначено міністром інфраструктури. Переобраний на загальних виборах 2017 року й згодом став міністром навколишнього середовища, природних ресурсів, сільського господарства, лісництва та риболовлі. Як міністр навколишнього середовища представляв Ніуе на конференції ООН з питань клімату 2019 року, закликаючи багаті країни проявити більші амбіції.
Знову переобраний на загальних виборах 2020 року й згодом обраний прем'єром. Після обрання оголосив, що його першим пріоритетом буде розслідування фінансів уряду. Як прем'єр його уряд ратифікував регіональну торгову угоду PACER Plus. Під час пандемії COVID-19 домовився про односторонню «бульбашку для подорожей», що дозволяє ніуенцям подорожувати до Нової Зеландії, та завідував програмою з вакцинації, яка дозволила Ніуе отримати повний колективний імунітет до вірусу. У листопаді 2021 розпочав свою однорічну каденцію як канцлер Південнотихоокеанського університету.